# Sarapaka
Sarapaka è una suddivisione dell'India, classificata come census town, di 16.973 abitanti, situata nel distretto di Khammam, nello stato federato del Telangana. In base al numero di abitanti la città rientra nella classe IV (da 10.000 a 19.999 persone).

## Società

### Evoluzione demografica
Al censimento del 2001 la popolazione di Sarapaka assommava a 16.973 persone, delle quali 8.597 maschi e 8.376 femmine. I bambini di età inferiore o uguale ai sei anni assommavano a 2.230, dei quali 1.153 maschi e 1.077 femmine. Infine, coloro che erano in grado di saper almeno leggere e scrivere erano 11.113, dei quali 6.250 maschi e 4.863 femmine.